# Anna Maria Ciccone

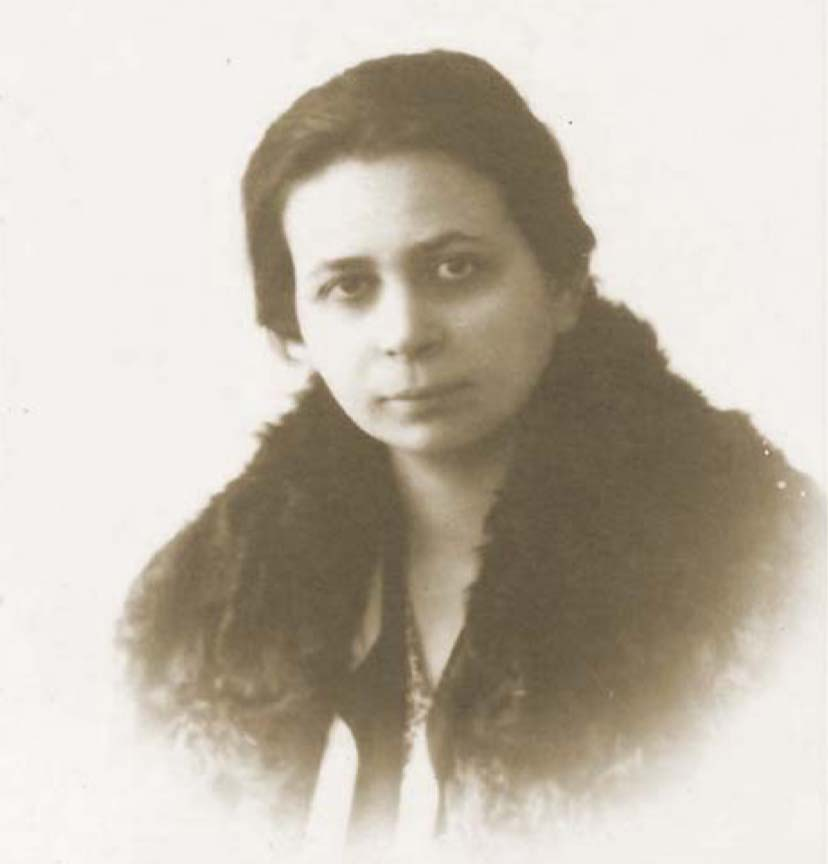
Anna Maria Ciccone

 Mariannina Corradina Ciccone (* 29. August 1891 in Noto, Italien; † 29. März 1965 ebenda) war eine italienische Mathematikerin, Physikerin und Hochschullehrerin. Sie war Professorin für Experimentalphysik an der Universität Pisa.

## Leben und Werk
Ciccone war das zweite von drei Kindern des Kaufmanns Corrado und seiner Frau Giuseppina Mirmina. Nach dem Erwerb der Lehrbefähigung an Grundschulen besuchte sie das Technische Institut von Modica, wo sie 1914 die Physikalisch-Mathematische Lizenz erhielt. Diesen Abschluss benötigte sie für den Hochschulzugang. Sie schrieb sich als einzige Frau für Mathematik an der Universität La Sapienza in Rom ein, wechselte dann nach einem Jahr an die Universität Pisa. Hier schloss sie 1919 ihr Mathematikstudium ab und legte im selben Jahr an der Scuola Normale Superiore die Abschlussprüfung für das Lehramt in Mathematik ab. Sie unterrichtete von 1920 bis 1924 an Mittelschulen und studierte zeitgleich Physik. 1924 schloss sie ihr Studium der Physik ab. 1925 wurde sie zunächst Assistentin an dem von Luigi Puccianti geleiteten Physikalischen Institut, dann Vollassistentin und ab 1931 Assistentin des Instituts. Im Studienjahr 1926/27 erhielt sie ein Stipendium von der Lavagna-Stiftung für die Spezialisierung in Physik-Mathematik.
Im Jahr 1935 forschte sie am Physikalischen Institut der Ingenieurschule Darmstadt, wo sie mit dem späteren Nobelpreisträger Gerhard Herzberg in der Spektroskopieforschung zusammenarbeitete. Um den Rassegesetzen zu entkommen, verließ der mit einer Jüdin verheiratete Herzberg im selben Jahr die Ingenieurschule Darmstadt.
1936 erhielt Ciccone eine freie Professur für Experimentalphysik an der Universität Pisa. Von 1939 bis zu ihrem Ruhestand war sie dort Professorin für Spektroskopie.

## Tätigkeit während des Zweiten Weltkrieges
Während des Krieges verblieb Ciccone als einzige Lehrende im Institut und leitete damals alle Physikkurse an der Universität Pisa. Sie wohnte in einem Raum des Physikinstituts, welches sich derzeit im Palazzo Matteucci auf der Piazza Torricelli in Pisa befand. Während der deutschen Besatzung verhinderte sie die Entfernung und Zerstörung eines Großteils des wissenschaftlichen Materials des Physikalischen Instituts. Am 23. Juni 1944 nahmen deutsche Soldaten während eines Luftangriffs in Abwesenheit von Ciccone einige der Instrumente und Bücher mit. Als diese am nächsten Tag zurückkehrten, kommunizierte sie mit den NS-Offizieren auf Deutsch und erreichte, dass das Gebäude nicht weiter ausgeraubt und gesprengt wurde. Sie hatte mit Hilfe des Verwalters die wertvollsten Objekte rechtzeitig in den nicht verminten Teil des Instituts überführen können. Hierzu gehörten ein Michelson-Treppenspektroskop und ein von Rowland signiertes Beugungsgitter, das heute im Museum Certosa della Val Graziosa di Calci aufbewahrt wird.

## Forschung in den Nachkriegsjahren
Nach dem Krieg übernahm sie 1947 zusätzlich die Leitung des Physikalischen Laboratoriums sowie 1948 die Leitung der Lehre für Experimentalphysik. Von 1953 bis 1954 verbrachte sie einen Forschungsaufenthalt am Laboratoire des Recherches Physiques des Centre National de la Recherche Scientifique (CNS) an der Sorbonne als auch am Laboratoire d'infrarouge de Physique, Biologie et Chimie des Institut Curie am Collège de France in Paris. Danach wurde Ciccone aufgrund der zwischenzeitlich eingeschlagenen neuen Forschungsrichtungen offiziell auf den Lehrstuhl für physikalische Chemie des Instituts versetzt. Sie unterrichtete weiterhin Spektroskopie und für andere Studiengänge Physik. Nach der Reise nach Paris forschte sie neben der Infrarotspektroskopie auch auf dem Gebiet der Ultrarotspektroskopie, der Kernphysik und der Kernspektroskopie.
Sie ging am 12. Oktober 1954 in den Vorruhestand, unterrichtete aber weiterhin als externe Dozentin bis 1962. Sie zog zurück nach Noto, wo sie am 29. März 1965 starb.
2016 wurde am ehemaligen Sitz des Physikinstituts an der Piazza Torricelli in Pisa eine Tafel zu ihrem Gedenken angebracht. 2021 wurde in Noto im Palazzo Giavanti eine Bank installiert, über der eine Gedenktafel zur Erinnerung an Ciccone angebracht wurde.

## Veröffentlichungen (Auswahl)
- Spettroscopy. GUF, Pisa, 1941.
- Lezioni di spettroscopia. F. Vallerini Editore, Pisa, 1947.
- Introduzione allo studio della fisica atomica e molekolare. F. Vallerini Editore, Pisa, 1953.
- Elementi di fisica per i licei Scientifici. A. Signorelli, Roma, 1964.